# مات وايت (دراج)
مات وايت (بالإنجليزية: Matt White)‏ مواليد 22 فبراير 1974 في سيدني، هو دراج أسترالي سابق. سبق أن شارك في دورة الألعاب الأولمبية الصيفية.

## سجل النتائج

### سباقات أو مراحل فاز بها
- طواف سويسرا

## روابط خارجية
- مات وايت على موقع أرشيف الدراجات (الإنجليزية)
- مات وايت على موقع إحصائيات الدراجات الإحترافية (الإنجليزية)
- مات وايت على موقع نسبة الدراجات (الإنجليزية)
- مات وايت على موقع أوليمبيديا (الإنجليزية)